# Metalik czarniawy
Metalik czarniawy (Metallura phoebe) – gatunek małego ptaka z rodziny kolibrowatych (Trochilidae). Występuje w Andach w zachodniej części Ameryki Południowej; obecnie uważa się, że jest endemitem Peru. Jest największym i najciemniej ubarwionym gatunkiem z rodzaju Metallura. W Czerwonej księdze gatunków zagrożonych IUCN klasyfikowany jest jako gatunek najmniejszej troski (LC, Least Concern).

## Systematyka
Gatunek ten po raz pierwszy zgodnie z zasadami nazewnictwa binominalnego opisali francuscy przyrodnicy René Lesson i Adolphe Delattre w 1839 roku na łamach „Revue Zoologique, par la Société Cuvierienne”. Autorzy nadali gatunkowi nazwę Ornismya Phoebe, a jako miejsce typowe podali Andy w Peru.
Nie wyróżnia się podgatunków.

### Etymologia
- Metallura: gr. μεταλλον metallon „metal”; ουρα oura „ogon”[11].
- phoebe: od imienia Fojbe (gr. Φοίβη Phoíbē) – jednej z tytanid – córek Uranosa i Gai[12].

## Morfologia
Mały koliber o długim i prostym czarnym dziobie. Nogi i stopy czarne lub ciemnoszare. Tęczówki ciemnobrązowe lub czarniawe. Występuje niewielki dymorfizm płciowy. Samiec jest czarniawy z wyraźnym fioletowym i różowo-szarym połyskiem. Za okiem niewielka biała plamka. Na gardle, podgardlu, dolnej części szyi i górnej części piersi turkusowo-zielony śliniak z niewielkimi czarnymi piórkami na środku. Dolne partie ciała ciemne, w okolicach nóg białe plamy. Ogon z wierzchu opalizujący brązowozłoty, od spodu błyszczący złoto-pomarańczowy. Samice są nieco bardziej matowe i szare niż samce, mają też mniejszy śliniak lub wcale go nie mają. Młode osobniki są podobne do samic, nie posiadają charakterystycznego śliniaka. Długość ciała około 11,5–13 cm, masa ciała 5,7–6,4 g.

## Zasięg występowania
Zasięg występowania (EOO, Extent of Occurrence) według szacunków organizacji BirdLife International obejmuje około 223 tys. km². Metalik czarniawy występuje w zachodnich peruwiańskich Andach od regionu Cajamarca na południe do regionu Tacna. W północnym Peru spotykany jest także na obu stokach doliny rzeki Marañón. Gatunek ten występuje w zakresie wysokości od 1500 do 4500 m n.p.m., jednak głównie powyżej 2700 m n.p.m.

## Ekologia i zachowanie
Jego głównym habitatem są półsuche, otwarte zarośla, lasy górskie, w tym lasy Polylepis, obszary porośnięte roślinami z rodzaju puja (puja Raimondiego, Puya rauhii). Odżywia się nektarem; sporadycznie zjada też drobne owady, prawdopodobnie głównie w czasie, gdy mniej roślin kwitnie.
W nocy ptak ten przechodzi w stan odrętwienia, który może trwać więcej niż 10 godzin. W czasie jego trwania temperatura ciała metalika czarniawego spada o ponad 30 stopni Celsjusza. W ciągu dnia jego średnia temperatura ciała osiąga 36,47 ± 0,59 °C, gdy podczas torporu 5,13 ± 1,18 °C, a w skrajnych przypadkach obniża się nawet poniżej 4 °C (3,80 °C i 3,26 °C) i są to najniższe dotychczas zarejestrowane temperatury ciała u ptaków i niehibernujących ssaków.

### Rozmnażanie
Okres lęgowy nie jest dokładnie określony. Jedyne trzy dotąd opisane gniazda znaleziono w lipcu 1979 oraz marcu i sierpniu 2016 roku. W 1999 roku autorzy Handbook of the Birds of the World podawali, że ptak ten składa jaja prawdopodobnie w okresie od lipca do grudnia i w styczniu, ale odkrycie gniazda z jajami w marcu wskazuje na to, że okres lęgowy jest dłuższy. Dwa gniazda znalezione w 2016, a opisane w 2019 roku znajdowały się w lesie Polylepis na wysokości 3670 m n.p.m. Miały kształt wydłużonej miseczki, zbudowane były głównie ze świeżego mchu, wyścielone niewielkimi piórkami i suchymi gałązkami. Oba umieszczone były w odległości około 10 m od siebie, jedno na wysokości 1,8 m, a drugie 3,5 m nad ziemią na dosyć wysokich, około 7-metrowych drzewach Polylepis. Najciekawszym odkryciem było to, że oba gniazda zbudowane były w dolnej części większych, niezamieszkałych gniazd ptaków prawdopodobnie z rodzaju Asthenes. Wymiary niżej usytuowanego gniazda były następujące: średnica zewnętrzna 61 × 80 mm, średnica wewnętrzna 22 × 36 mm, wysokość 82 × 120 mm i wysokość wewnętrzna 29 × 38 mm. W gnieździe tym stwierdzono dwa białe eliptyczne jaja o wymiarach 14,4 × 9,9 mm i 14,6 × 9,8 mm i o masie 0,7 g każde. Wysiadywaniem jaj zajmowała się samica.

## Status
W Czerwonej księdze gatunków zagrożonych IUCN metalik czarniawy jest klasyfikowany jako gatunek najmniejszej troski (LC, Least Concern). Liczebność populacji nie została oszacowana, gatunek ten opisywany jest jako dosyć pospolity. Trend liczebności populacji uznawany jest za spadkowy z powodu zmniejszania się jego naturalnego habitatu poprzez ingerencję człowieka polegającą na nowym osadnictwie, wycinaniu lasów Polylepis oraz degradacji trawiastych formacji paramo i jalca.